# Крэндалл, Пруденс
Пруденс Крэндалл (англ. Prudence Crandall; 3 сентября 1803 — 27 января 1890) — американская школьная учительница и активистка. Она руководила первой школой для чернокожих девочек в Соединенных Штатах Америки, расположенной в Кентербери, штат Коннектикут.
В 1832 году Крэндалл приняла 20-летнюю афроамериканскую ученицу Сару Харрис в свою школу. После этого родители белых детей начали забирать их со школы. Но вместо того, чтобы просить Сару Харрис уйти, Крэндалл приняла решение: если белые девочки не будут учиться с черными, то она будет обучать только черных девочек. В итоге Крэндалл была арестована и провела ночь в тюрьме. Вскоре давление со стороны горожан вынудило ее закрыть школу и Кэндалл уехала из Коннектикута.
Намного позже законодательный орган Коннектикута при лоббировании Марка Твена,  принял постановление о назначении Пруденс Крэндалл пенсии. Твен предложил купить ее бывший дом в Кентербери, но Крэндалл отказалась. Пруденс Крэндалл умерла в 1890 году. В 1995 году Генеральная ассамблея Коннектикута назвала ее официальной героиней Коннектикута.

## Ранний период жизни
Пруденс Крэндалл родилась 3 сентября 1803 года в семье Пардона и Эстер Карпентер Крэндалл, в семье квакеров, живших в Карпентерс-Миллс, Род-Айленд. Позже семья переехала в Кентербери, штат Коннектикут. Отец хотел дать образование своим детям и отправил дочерей в школу для цветных девушек. Когда Крэнделл было 22 года, она в течение года посещала школу годового собрания Новой Англии, школу-интернат для квакеров в Провиденсе, штат Род-Айленд. После окончания учебы Пруденс Крэндалл преподавала в школе в Плейнфилде.  В 1830 году она стала баптисткой.

## Создание школы-интерната
В 1831 году Пруденс Крэндалл вместе со своей сестрой Альмирой купила дом, чтобы основать женскую школу-интернат. В школе ученицы изучали различные предметы: географию, историю, грамматику, арифметику и чтение. Школа-интернат считалась успешной и процветала до сентября 1832 года.

### Интеграция школы-интерната
Совместное обучение черных и белых было неприемлемо для города Кентербери. Но в 1832 году Пруденс Крэндалл приняла в свою школу дочь афроамериканского фермера Сару Харрис. Местные жители высказывали свое недовольство и требовали исключить Харрис из школы. Получив отказ от Крэндалл, родители белых детей стали забирать их из школы. Исходя из этих событий, Крэнделл решила открыть первую интегрированную школу в Соединенных Штатах Америки. И уже 1 апреля 1833 году в школе насчитывалось 20 афроамериканских девушек.

### Общественная реакция
Возглавлял оппозицию к школе Крэндалл ее сосед - окружной судья штата Коннектикут Эндрю Джадсон. Он сказал: «Мы не просто против такого учреждения, мы говорим, что такие школы не должны существовать нигде в нашем штате. Они - низшая раса существ». Также противники школы Крэнделл утверждали, что школа-интернат будет способствовать «социальному равенству и смешанным бракам белых и черных». На это Крэнделл ответила: «У Моисея была черная жена».
Сначала жители Кентербери протестовали против школы, а затем провели городские собрания, «чтобы разработать и принять меры». Реакция местных жителей переросла в предупреждения, угрозы и акты насилия против школы. 24 мая 1833 года законодательный орган Коннектикута принял «Черные кодексы», запрещавшие школам обучать афроамериканских студентов. В июле Крэндалл была арестована и помещена в окружную тюрьму на одну ночь. На следующий день она была освобождена под залог до суда. В соответствии с «Черным кодексом» для Крэндалл и ее учеников закрыли магазины, их отказались лечить врачи. Подвергся травли и отец Крэндалл, но она продолжала учить афроамериканских девушек, чем еще больше разозлила местных жителей.

### Судебное разбирательство
Известный бизнесмен и аболиционист Артур Таппан пожертвовал 10 000 долларов, чтобы нанять лучших адвокатов для защиты Крэндалл во время ее судебных процессов. Первый начался в суде графства Виндхэм 23 августа 1833 года, где оспаривалась конституционность закона штата Коннектикут, запрещающего образование афроамериканцев за пределами штата. Присяжные окружного суда в конечном итоге так и не смогли принять решение по этому делу. Второе заседание состоялось в 1834 году. Судебный процесс не остановил деятельность школы-интерната, но вандализм горожан против нее усилился. Жители Кентербери были настолько возмущены закрытием дела, что подожгли школу.  В целях безопасности для своих учеников, себя и своей семьи Пруденс Крэндалл закрыла школу 10 сентября 1834 года. Штат Коннектикут официально отменил «Черные кодексы» в 1838 году.

## Личная жизнь
В августе 1834 года Крэндалл вышла замуж за преподобного Кальвина Филлео, баптистского священника. Пара переехала в Массачусетс, позже они проживали  в Нью-Йорке, Род-Айленде и Иллинойсе. Крэндалл принимала активное участие в женском избирательном движении и руководила школой в округе Ла-Салл, штат Иллинойс. Супруги расстались в 1842 году, после того, как у Филлео ухудшилось физическое и психическое здоровье, и он стал жестоко обращаться с Крэндалл. Умер Филлео в Иллинойсе в 1874 году. После смерти мужа Крэндалл переехала со своим братом Езекией в Элк-Фолс, штат Канзас, примерно в 1877 году, а в 1881 году ее брат умер.
В 1886 году штат Коннектикут принял постановление о назначении Пруденс Крэндалл ежегодной пенсии в размере 400 долларов (что эквивалентно 11 500 долларам в 2020 году). Пруденс Крэндалл умерла в Канзасе 28 января 1890 года в возрасте 86 лет. Она и ее брат Езекия похоронены на кладбище Элк-Фолс.

## Брат Пруденс Крэндалл, Рубен
Младший брат Пруденс, Рубен, был врачом и специалистом по ботанике. Он не был аболиционистом и выступал против желания Пруденс обучать афроамериканских девочек, о чем сказал ее главному врагу Джадсону. Рубен был арестован 10 августа 1835 года и обвинен в подстрекательстве к мятежу. Он чудом избежал линчевания. Сначала ему отказали в залоге, потом сумму залога увеличили так, что Рубен не смог ее внести, и до суда он находился в тюрьме. Это был первый судебный процесс за подстрекательство к мятежу в истории страны, и вызвал большой интерес среди членов Конгресса и журналистов. Фрэнсис Скотт Ки был окружным прокурором в этом деле, которое и положило конец его карьере, так как присяжные сняли с Рубена все обвинения. Однако Рубен Крэндалл заразился туберкулезом в тюрьме и вскоре умер.
Сестра Пруденс Альмира умерла в 1837 году. В 1838 году умер отец Крэндалл, а через несколько дней умерла ее невестка Кларисса.

## Наследие
Портрет Пруденс Крэндалл, написаный американским художником Фрэнсисом Александером в 1834 году, находится в Корнеллском университете. Печатная копия находится в историческом доме-музее Пруденс Крэндалл.
Дом Пруденс Крэндалл в Кентербери был приобретен штатом Коннектикут в 1969 году. Сейчас это государственный музей Коннектикута, а в 1991 году он был объявлен национальным историческим памятником.
В 1973 г. в Нью-Бритен, штат Коннектикут, был основан Центр для женщин Пруденс Крэндалл, который предоставлял приют жертвам домашнего насилия.
Крэндалл была героеиней телефильма Уолта Диснея / NBC под названием «Она стояла одна» (1991), в котором ее сыграла актриса Мэр Уиннингэм.
В 1994 году Крэндалл была занесена в Зал славы женщин Коннектикута.
В 1995 году Генеральная ассамблея Коннектикута признала Пруденс Крэндалл официальной героиней штата.
Начальная школа Пруденс Крэндалл в Энфилде, штат Коннектикут, открылась в 1966 году.
В 2001 году Крэндалл была занесена в Зал славы наследия Род-Айленда.
В 2008 году в столице штата Коннектикут была установлена статуя Пруденс Крэндалл.
Епископальная церковь (США) помнит Крэндалл как «учителя и пророческого свидетеля». Есть молитва, которую нужно читать 3 сентября, в день ее рождения.